# Paratachardina mithila
Paratachardina mithila är en insektsart som beskrevs av Varshney 1976. Paratachardina mithila ingår i släktet Paratachardina och familjen Kerriidae. Inga underarter finns listade i Catalogue of Life.